# Juhan Viiding
Juhan Viiding (1 de juny de 1948 – 21 de febrer de 1995), també conegut sota el pseudònim de Jüri Üdi va ser un poeta i actor estonià.

## Biografia
Juhan Viiding va néixer l'1 de juny de 1948 a Tallinn, fill de Paul Viiding, un poeta conegut a Estònia que havia pertangut a l'influent grup Arbujad (endevins) – un grup col·lectiu de vuit joves poetes influents que van destacar abans de l'esclat de la Segona Guerra Mundial – i Linda Viiding (de soltera Laarmann), una traductora destacada. Juhan era el més jove de quatre fills i l'únic noi; les seves germanes grans eren Reet, Anni i la periodista de ràdio Mari Tarand. Era un jove intel·lectualment precoç i inquiet. Entre els anys 1968 i 1972, Viiding va estudiar teatre i escenografia al Conservatori de Tallinn (ara l'Acadèmia Estoniana de Música i Teatre), sota la instrucció de l'actor i pedagog teatral Voldemar Panso, graduant-se el 1972. Entre els seus companys de classe graduats hi havia Kersti Kreismann, Ivo Eensalu, Vello Janson, Rein Kotkas, Helle Meri (de soltera Pihlak), Katrin Kumpan, Martin Veinmann i Tõnis Rätsep.
Juhan Viiding es va casar amb Riina Kiisk, la filla de l'actor, director de cinema i polític Kaljo Kiisk. La seva filla Elo també és poeta.
El 21 de febrer de 1995, Juhan Viiding es va suïcidar a Rapla tallant-se les venes.

## Carrera dramàtica
Després de la seva graduació el 1972, Viiding va treballar al Teatre Nacional de Drama de Tallinn (ara el Teatre Dramàtic Estonià
Durant els darrers deu anys de la seva vida, Viiding va dirigir moltes obres de teatre. Els seus dramaturgs preferits eren Samuel Beckett, Eugène Ionesco i Minoru Betsuyaku.
Viiding va treballar al Teatre de Drama Estonià fins a la seva mort el 21 de febrer de 1995.

## Carrera literària
Juhan Viiding, que fins al 1975 va publicar la seva poesia sota el pseudònim de Jüri Üdi, va ser el talent més brillant que va aparèixer a la poesia estoniana als anys setanta. A diferència dels principals poetes de la generació immediatament anterior (Rummo, Kaplinski, Runnel), mai va escriure assaigs ni crítica.
La poètica heteronímica del clàssic portuguès modern Fernando Pessoa (la poesia seleccionada del qual va ser traduïda a la llengua estoniana el 1973) pot haver servit d'impuls a Juhan Viiding per crear el poeta Jüri Üdi. Tanmateix, la diferència entre les obres publicades sota el nom de l'autor i el seu pseudònim és que la "medul·la" de la poesia de Juhan Viiding va romandre en el seu pseudònim Jüri Üdi; el que va seguir, sota el seu nom autèntic, va mancar de la brillantor anterior. La vivacitat i els rics matisos de Jüri Üdi van donar pas a una expressió més directa i patètica. No se sap si Viiding pretenia desenvolupar una segona veu poètica a més de la de Jüri Üdi, o si simplement es va adonar que l'era soviètica dels símbols ideològics –tal com es descriu en el seu "Fil de Jüri"– s'acabava i l'actor Jüri Üdi podia deixar caure la màscara per revelar la veritable cara literària de Juhan Viiding.
A l'octubre de 1980, Viiding va ser un dels signants de la Carta dels 40 intel·lectuals, una carta pública en què quaranta intel·lectuals estonians destacats defensaven la llengua estoniana i protestaven contra les polítiques de russificació del Kremlin a Estònia. Els signants també van expressar el seu malestar davant el dur tractament per part del govern de la República de les protestes juvenils a Tallinn que s'havien desencadenat una setmana abans a causa de la prohibició d'una actuació pública del grup de punk rock Propeller.<

## Premis
- Premi d'actor Ants Lauter el 1978
- Premi Literari Juhan Smuul el 1984 per la seva col·lecció Tänan ja palun
- Premi de Poesia Juhan Liiv el 1985 pel poema “Soov” (‘Un Desig’)[5]

## Obres seleccionades
- Närvitrükk (Impressió nerviosa, 1971)
- Aastalaat (Fira anual, 1971)
- Detsember (Desembre, 1971)
- Käekäik (1973)
- Selges eesti keeles (En estonià clar, 1974) Nota: Com a nota a peu de títol, Viiding va sol·licitar que el nom de la llengua al títol s'hagués de canviar pel que s'utilitzava per a la traducció. Per tant, la traducció del títol hauria de ser "In Plain English"
- Armastuskirjad (Cartes d'amor, 1975)
- Ma olin Jüri Üdi (Jo era Jüri Üdi, 1978) *Olevused (Éssers, 1979) Nota: Coescrit amb Tõnis Rätsep
- Elulootus (Esperança de vida/Ser sense biografia, 1980) Nota: A causa del joc de paraules al títol tal com és en l'original estonià, ambdues "traduccions" presentades aquí són correctes. En una entrevista, Viiding va admetre que el joc de paraules al títol era intencionat.
- Tänan ja Palun (Gràcies i si us plau, 1983)
- Osa (Part, 1991)